# Be'er Ya'akov
Be'er Ya'akov est un conseil local du District centre d’Israël.